# Sorenskriver
Sorenskriver är i Norge en titel på en domare som leder en tingsrätt. Ämbetet introducerades i Norge 31 juli 1591 och reglerades bland annat i Kristian V:s grundlag från 1687. I äldre svensk text kan man finna begreppet översatt med häradshövding.